# 原信一
原 信一（はら のぶいち、1907年11月24日 - 1993年9月1日）は、日本の経営者。ダイハツ自動車販売社長、会長を務めた。愛知県出身。

## 経歴・人物
1928年に名古屋高等商業学校を卒業し、同年に三和銀行に入行。1958年5月に取締役に就任し、1960年に常務、1961年11月に丸善石油専務、1964年6月にダイハツ工業顧問、同年12月に常務、1967年に専務を経て、1969年5月にダイハツ自動車販売副社長に就任し、1971年10月には社長に昇格。1976年9月に取締役相談役に就任し、1978年9月には相談役に就任。
1978年4月に勲三等瑞宝章を受章
1993年9月1日急性心不全のために死去。85歳没。